# Anna Ntountounaki
Anna Ntountounaki o Doudounaki (in greco Άννα Ντουντουνάκη?; La Canea, 9 settembre 1995) è una nuotatrice greca.

## Biografia
Ha rappresentato la Grecia ai Giochi olimpici estivi di Rio de Janeiro 2016, classicandosi 17ª nei 100 metri farfalla.

## Palmarès
- Europei

Budapest 2020: oro nei 100m farfalla.
Belgrado 2024: bronzo nei 50m farfalla.
- Europei in vasca corta

Glasgow 2019: bronzo nei 100m farfalla.
Kazan' 2021: argento nei 100m farfalla e bronzo nei 50m farfalla.
Otopeni 2023: oro nei 50m farfalla, bronzo nei 100m farfalla.
- Giochi del Mediterraneo

Tarragona 2018: bronzo nei 100m farfalla e nella 4x100m misti.
Orano 2022: oro nei 50m farfalla, argento nei 50m dorso e nei 100m farfalla.

## International Swimming League
| Stagione 2020    | Stagione 2021 |
| ---------------- | ------------- |
| Tokyo Frog Kings | LA Current    |